# Bloléquin
 Bloléquin è una città, sottoprefettura e comune della Costa d'Avorio, situata nella regione di Cavally. È capoluogo dell'omonimo dipartimento e conta una popolazione di 71 854 abitanti (censimento 2014).